# 학생절의
"학생절의"는 한국에서 제작된 임성구 감독의 1920년 영화이다. 임성구 등이 주연으로 출연하였고 박승필 등이 제작에 참여하였다.

## 출연

### 주연
- 임성구
- 한창열
- 김기호
- 박용구